# Polona Demšar
Polona Demšar, slovenska kiparka, oblikovalka stekla in fotografinja, * 1979, Ljubljana.
Po končani Srednji šoli za oblikovanje in fotografijo, smer fotografija, se je v šolskem letu 1998/99 vpisala na Akademijo za likovno umetnost in oblikovanje – smer kiparstvo. Leta 2003 je diplomirala pri Luju Vodopivcu in Levu Kreftu, nadaljevala pa je z magistrskim študijem unikatnega oblikovanja stekla na Akademiji za likovno umetnost in oblikovanje, pri Tanji Pak, in ga zaključila leta 2007.
Med leti 2013 in 2016 je bila predsednica Društva likovnih umetnikov Ljubljana. Je članica Sekcije za keramiko na Zvezi društev slovenskih likovnih umetnikov. Živi in dela v Ljubljani in na Sv. Trojici.
Kipar Tone Demšar je bil njen oče.
1. ↑  Polona Demšar PD profil | Občina Ljubljana | MojaObčina.si